# Michael Hilliard

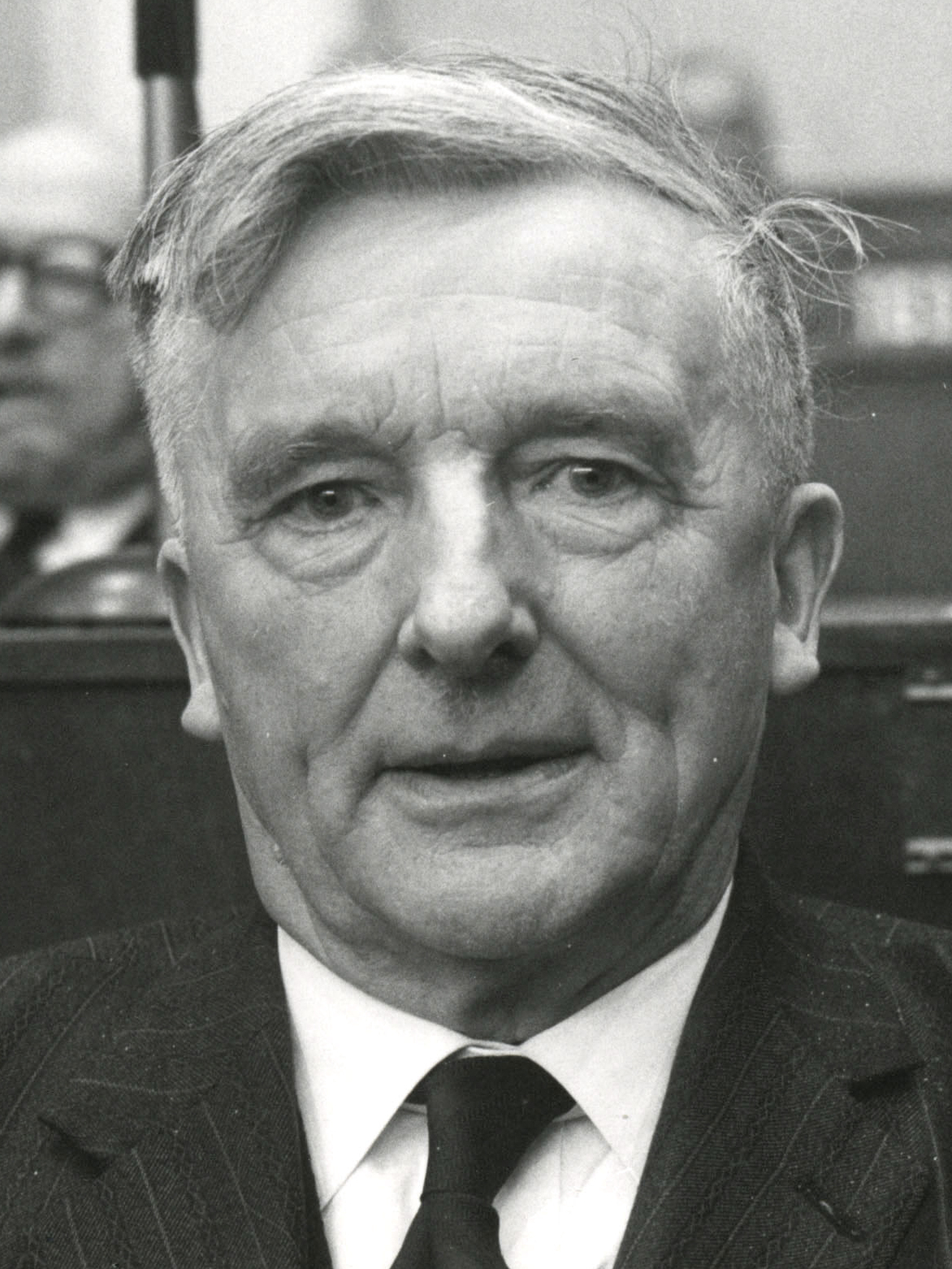
Michael Hilliard (1973)

Michael Hilliard (* 11. März 1903; † 1. Januar 1982) war ein irischer Politiker der Fianna Fáil.

## Biografie
Hilliard, der von Beruf Viehhändler war, begann seine nationale politische Laufbahn als Kandidat der Fianna Fáil 1943 mit der Wahl zum Abgeordneten (Teachta Dála) des Unterhauses (Dáil Éireann) und vertrat dort zunächst bis 1948 den Wahlkreis Meath-Westmeath und anschließend bis 1973 die Interessen von Meath.
Im Februar 1958 ernannte ihn Premierminister (Taoiseach) Éamon de Valera zum Parlamentarischen Sekretär beim Minister für Industrie und Handel.
In der nachfolgenden Regierung von Premierminister Seán Lemass wurde er am 23. Juni 1959 zunächst Minister für Post und Telegrafie. In seine Amtszeit fiel am 1. Juni 1960 die Gründung von Raidió Teilifís Éireann (RTÉ) sowie am Silvesterabend 1961 der Beginn von dessen Fernsehprogramm.
Im Rahmen einer Kabinettsumbildung ernannte ihn Lemass dann am 21. April 1965 zum Verteidigungsminister. Dieses Amt behielt er auch in der anschließenden Regierung von Taoiseach Jack Lynch bis zum 2. Juli 1969.
1973 erlitt er bei den Unterhauswahlen eine Niederlage und schied aus dem Dáil aus. Bis dahin war er auch für kurze Zeit Mitglied der ersten Delegation im Europäischen Parlament nach dem Beitritt Irlands zu den Europäischen Gemeinschaften 1973 und damit quasi Mitglied des Europäischen Parlaments.
Sein Sohn Colm Hilliard war ebenfalls mehrere Jahre lang Mitglied des Unterhauses.